# Vụ sập trường học Lagos 2019
Vào ngày 13 tháng 3 năm 2019, một tòa nhà ba tầng ở khu vực Ita Faaji ở Lagos, Nigeria đã bị sập công trình, làm 20 người chết và hơn 40 người bị mắc kẹt. Một trường học, chứa 100 sinh viên, nằm trên câu chuyện thứ ba của tòa nhà, dẫn đến câu chuyện đạt được độ phủ sóng đáng kể trên các phương tiện truyền thông địa phương và quốc tế.